# Pelmatochromis
Pelmatochromis es un género de peces de la familia Cichlidae en el orden de los Perciformes.

## Especies
Las especies de este género son::
- Pelmatochromis buettikoferi (Steindachner, 1894)
- Pelmatochromis nigrofasciatus (Pellegrin, 1900)
- Pelmatochromis ocellifer Boulenger, 1899